# Andrea Rehmsmeier

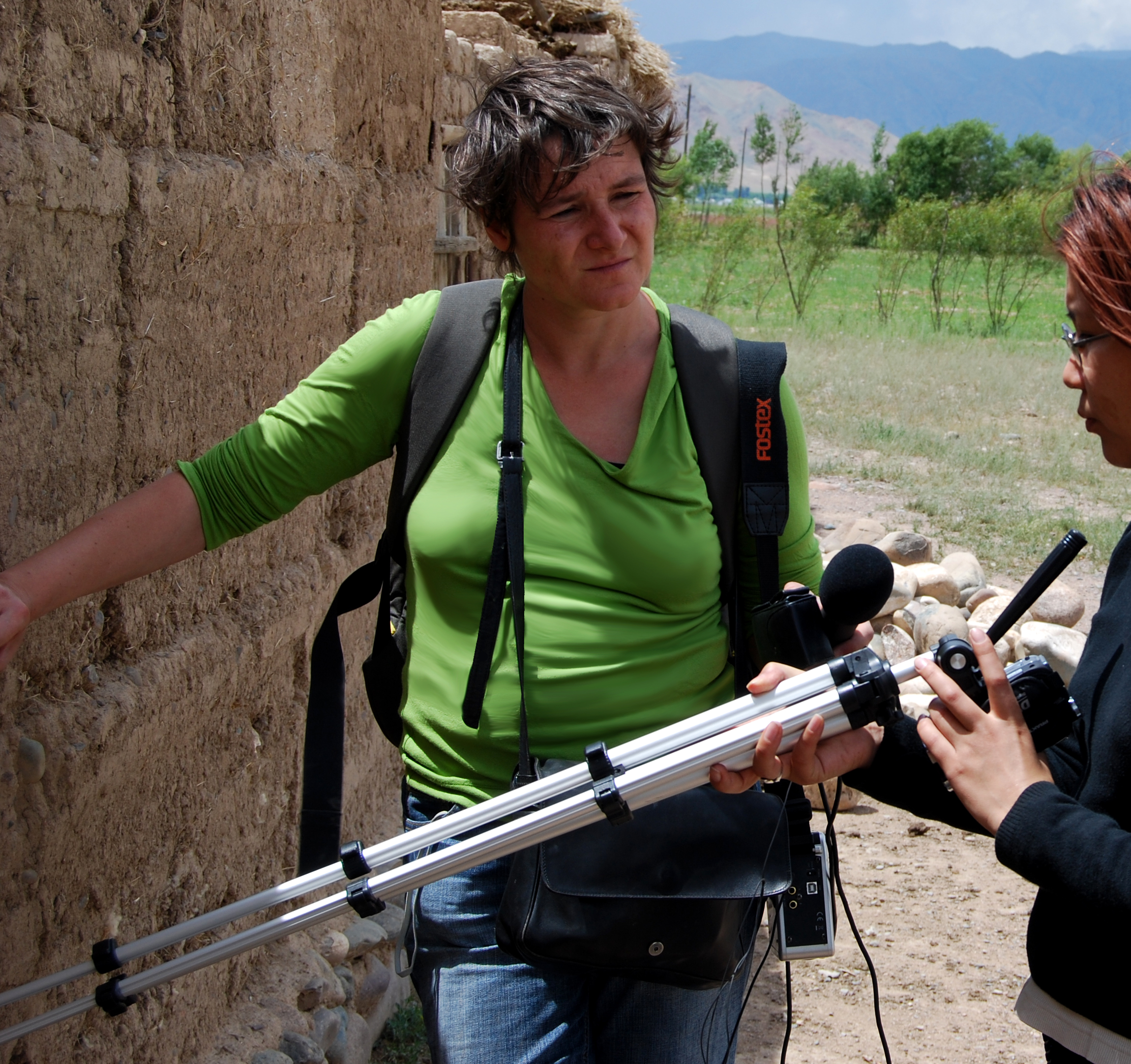
Andrea Rehmsmeier während einer Reportage in Kirgistan.

Andrea Rehmsmeier ist eine deutsche Slawistin und Journalistin in Hannover.

## Ausbildung
Nach Studium der Slawistik mit Abschluss in Bielefeld, studierte sie Journalistik in Hannover am Institut für Journalistik und Kommunikationsforschung. Während ihres Studiums absolvierte sie eine Lehrtätigkeit am Lyzeum von Weliki Nowgorod der Russischen Föderation sowie ein Auslandsstudienjahr an der Belarussischen Staatsuniversität in Minsk.

## Journalistische Arbeit
Rehmsmeiers thematische Schwerpunkte sind Geldwäsche, Umweltverbrechen, Nukleartechnik und Plutonium, die Arktis, Rohstoffe sowie internationale Beziehungen und politische Umbrüche in Mittel- und Osteuropa. Sie schreibt aufwändig recherchierte und oft investigative Beiträge für Medien wie Der Spiegel, Frankfurter Allgemeine Zeitung, Die Zeit, Capital oder VICE. Sie ist langjährige Autorin des Deutschlandfunks, unter anderem für die Sendungen „Das Feature“, „Gesichter Europas“, „Hintergrund“ und „Wissenschaft im Brennpunkt“.
Rehmsmeier ist Beraterin der Lehrredaktion ProRecherche.

## Auszeichnungen und Stipendien
- 2017: Ernst-Schneider-Preis der Kategorie „Große Hörfunk Wirtschaftssendung“, für „Unter dem Brennglas – Die Ureinwohner der russischen Arktis im Kampf gegen Klimawandel und Konzerne“[15][16]
- 2017: Olin-Stipendium von Netzwerk Recherche: Illegaler Handel mit bedrohten Reptilien und das globale Versagen des Washingtoner Artenschutzübereinkommens. Recherche in Madagaskar, Ukraine, Deutschland[17]
- 2016: Grenzgänger-Stipendium: Russlands indigene Völker im Kampf gegen die Industrialisierung der Arktis. Recherche auf den russischen Halbinseln Kola und Yamal[18]
- 2013: Reporter in the Field-Stipendium der Robert Bosch Stiftung: Der Kaviar-Schwarzmarkt und das Aussterben der Störe. Recherche in Russland, Bulgarien, Deutschland.
- 2011: Stipendium der Initiative Wissenschaftsjournalismus: Das Abrüstungs-Experiment – Wohin mit tonnenweise Waffen-Plutonium? Recherche in USA, Russland und Deutschland
- 2003: Marion Gräfin Dönhoff-Programm der Zeit-Stiftung
- 1999: kontext-Recherchestipendium